# Ulla Ekman-Dahlbäck
Ulla-Britt Elisabet Ekman-Dahlbäck, född Ekman den 18 februari 1924 i Malmö Sankt Johannes församling, död den 6 mars 2011 i Slottsstadens församling i Malmö, var en svensk målare och tecknare.
Ulla Ekman-Dahlbäck växte upp i Malmö som dotter till Ragnar Ekman, verksam i gymnastföreningen Tigrarna och initiativtagare till introduktionen av sporten badminton i Sverige genom en uppvisningsinbjudan från Danmark. Hon utbildade sig vid Skånska målarskolan 1942–1943 och Essemskolan 1955–1956 och arbetade i olja i kubistisk stil men utvecklade med tiden en mycket personlig, speciell konststil i ett gränsland mellan drömlikt berättande och symbolisk ornamentik med humanistiska och mytiska innebörder, ofta i krita. Hon målar med själens spets heter en skrift från 1995 om henne, och det är en träffande beskrivning. Mycket av sin inspiration, poesi och varma färger fick hon vid återkommande resor till bland annat Medelhavets Italien och Frankrike.
Hon deltog i ett flertal separat- och samlingsutställningar i Malmö och runtom i landet såsom Ystads konstmuseum 1970, Liljevalchs 'Vårsalonger' 1968-90, Skånes konstförening, Smålands museum 1977 och var länge aktiv inom Konstnärernas Samarbetsorganisation (KSO) med återkommande utställningar bland annat på Malmö Rådhushall. Hon är representerad bland annat i samlingarna i Malmö stad, Stockholms stad, Region Skåne, Stockholms läns landsting, Hallands läns landsting, Statens konstråd, Ystads konstmuseum, Trygg-Hansa och Skandia. Hon har, med koppling också till sin fars verksamhet, gjort offentliga arbeten vid Idrottsmuseet i Malmö och vid Skandia-huset i Stockholm. Ulla Ekman-Dahlbäck är gravsatt i minneslunden på Östra kyrkogården i Malmö.